# Paralimni

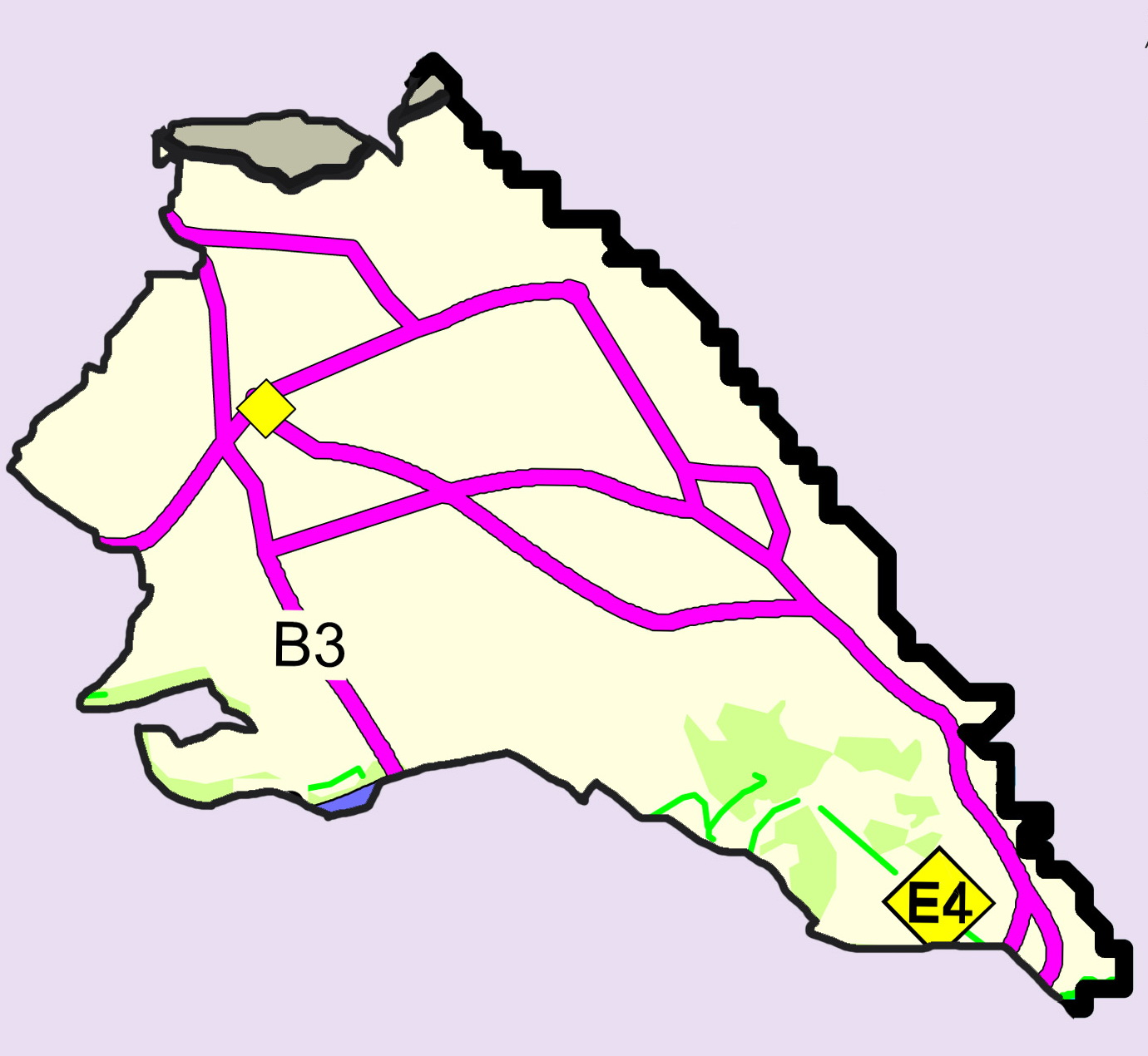
Gemeindegebiet und Straßennetz von Paralimni

Paralimni (griechisch Παραλίμνι) ist eine Gemeinde im Südosten der Mittelmeerinsel Zypern. Politisch gehört sie zum Bezirk Famagusta der Republik Zypern, dessen Verwaltungszentrum sie de facto seit der Teilung Zyperns 1974 darstellt. Bei der Volkszählung im Jahr 2021 hatte sie 19.037 Einwohner.

## Bevölkerung und Geographie
Paralimni wuchs aufgrund des Konflikts stark an, da sich viele aus der heutigen Türkischen Republik Nordzypern vertriebene Zyperngriechen hier ansiedelten, und besitzt heute etwa 11.000 Einwohner, was über einem Viertel der Bevölkerung des verbliebenen Bezirkteils entspricht.
Die Bewohner leben hauptsächlich vom Tourismus im benachbarten Agia Napa, daneben spielt auch die Landwirtschaft noch eine größere Rolle.
Der eigentliche Ort Paralimni liegt etwa drei Kilometer im Landesinnern und drei Kilometer südlich der Teilungslinie am Ostufer des meist trockenliegenden Paralimni-Sees, wovon sich der Name („Paralimni“ = „Seeufer“) ableitet. Das Gemeindegebiet (Paralimni Municipality) erstreckt sich hingegen bis an die Küste und in die UN-Pufferzone hinein. Die Badeorte Protaras, Pernera und Kapparis sind administrativ Teil der Gemeinde, wobei Protaras aufgrund des Tourismus international weitaus bekannter ist als die Gemeinde selbst. Angrenzende Nachbargemeinden bzw. -dörfer sind Deryneia, Sotira und Agia Napa.

## Geschichte, Kultur und Sehenswürdigkeiten

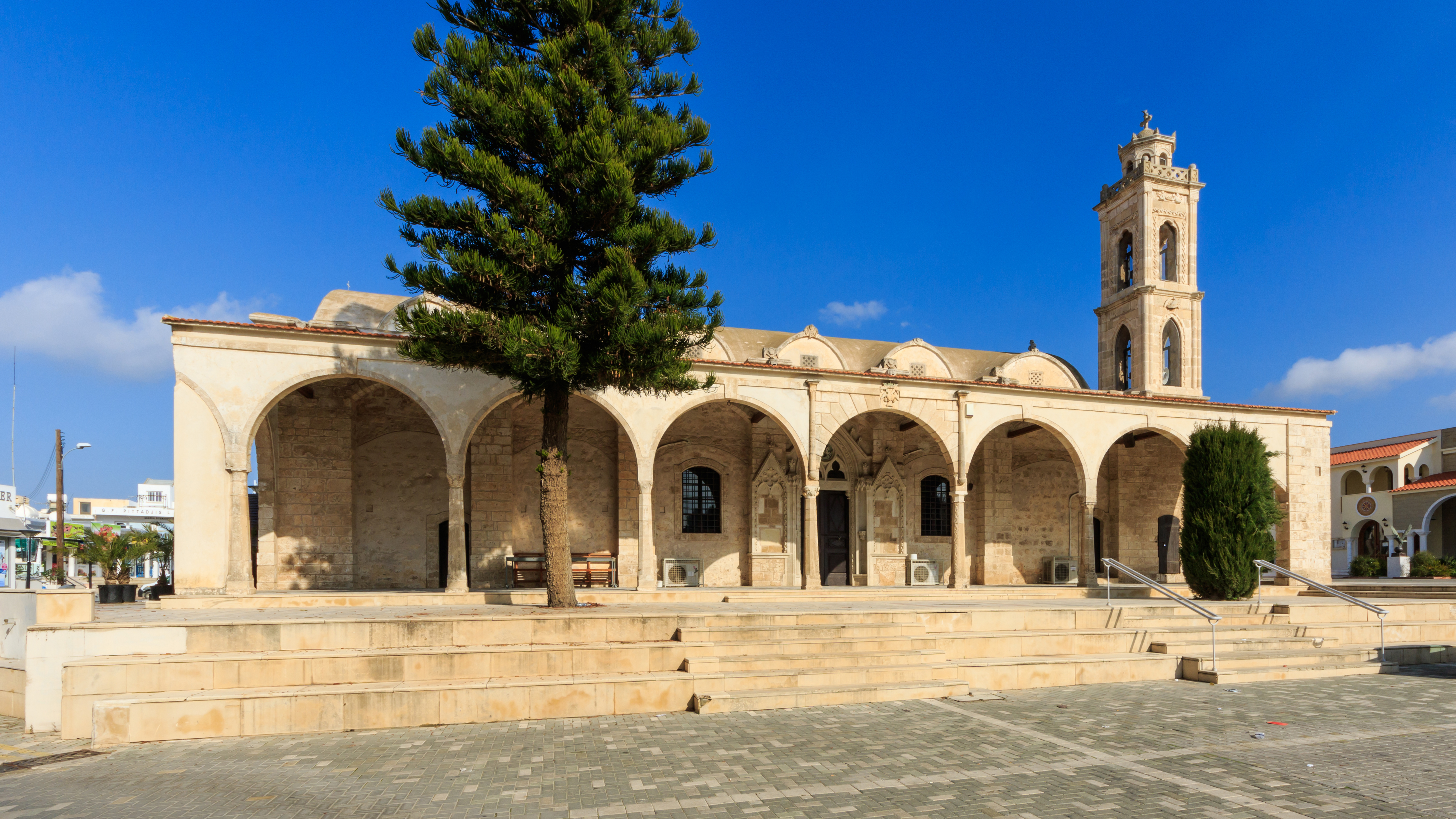
Kirche Agios Georgios in Paralimni

An der Küste findet sich der jungsteinzeitliche archäologische Fundplatz  Nissia. In der Antike befand sich auf dem heutigen Gemeindegebiet die Stadt Lefkolla, von der keine Überreste erhalten sind.
Früher war Paralimni vor allem für seine Windmühlen bekannt. Im Ort befindet sich der größte Dorfplatz (Platia) Zyperns. Es gibt drei Kirchen: die größte ist die neue Agios-Georgios-Kirche, die Anfang der 1990er-Jahre erbaut wurde und sich durch umfangreiche Bemalungen im Innenraum auszeichnet. Die zweite Kirche ist ebenfalls dem heiligen Georg geweiht und stammt aus dem 19. Jahrhundert; die gotische Panagia-Kreuzkuppelkirche wurde bereits im 13. Jahrhundert errichtet, später jedoch durch Anbauten verändert. Außerhalb des eigentlichen Ortes finden sich weitere Kirchen, wie etwa die Kapelle Profitis Ilias in Protaras, die Agia-Varvara-Kirche nahe Kapparis und die Agia-Trias-Kirche bei Pernera.

## Klima
Paralimni zeichnet sich durch ein mediterranes Klima mit heißen, trockenen Sommern und milden Wintern aus. Die durchschnittliche Jahrestemperatur beträgt 21 °C, und der jährliche Niederschlag summiert sich auf ungefähr 243 Millimeter.
|                        | Jan  | Feb  | Mär  | Apr  | Mai  | Jun  | Jul  | Aug  | Sep  | Okt  | Nov  | Dez  |   |      |
| Mittl. Temperatur (°C) | 13,3 | 13,7 | 15,5 | 18,1 | 22   | 26   | 28,8 | 29,2 | 26,9 | 23,4 | 19,1 | 15,1 | ⌀ | 21   |
| Mittl. Tagesmax. (°C)  | 15,3 | 16   | 18,4 | 21,2 | 25,1 | 29,1 | 31,9 | 32,3 | 30,1 | 26,2 | 21,3 | 17,1 | ⌀ | 23,7 |
| Mittl. Tagesmin. (°C)  | 11,3 | 11,4 | 12,9 | 15   | 18,6 | 22,5 | 25,3 | 25,9 | 23,9 | 20,9 | 16,9 | 13,3 | ⌀ | 18,2 |
|                        |      |      |      |      |      |      |      |      |      |      |      |      |   |      |
| Niederschlag (mm)      | 53   | 37   | 18   | 9    | 6    | 0    | 0    | 0    | 2    | 16   | 35   | 67   | Σ | 243  |
|                        |      |      |      |      |      |      |      |      |      |      |      |      |   |      |
| Sonnenstunden (h/d)    | 8    | 9    | 10   | 11   | 12   | 13   | 13   | 12   | 11   | 10   | 9    | 8    | ⌀ | 10,5 |
|                        |      |      |      |      |      |      |      |      |      |      |      |      |   |      |
| Regentage (d)          | 6    | 4    | 2    | 2    | 1    | 0    | 0    | 0    | 1    | 2    | 4    | 6    | Σ | 28   |
|                        |      |      |      |      |      |      |      |      |      |      |      |      |   |      |
| Luftfeuchtigkeit (%)   | 68   | 67   | 66   | 67   | 65   | 62   | 62   | 63   | 62   | 64   | 64   | 68   | ⌀ | 64,8 |

| 11,3 |

| 11,4 |

| 12,9 |

| 15 |

| 18,6 |

| 22,5 |

| 25,3 |

| 25,9 |

| 23,9 |

| 20,9 |

| 16,9 |

| 13,3 |

| 11,3 |

| 11,4 |

| 12,9 |

| 15 |

| 18,6 |

| 22,5 |

| 25,3 |

| 25,9 |

| 23,9 |

| 20,9 |

| 16,9 |

| 13,3 |

| N i e d e r s c h l a g | 53  | 37  | 18  | 9   | 6   | 0   | 0   | 0   | 2   | 16  | 35  | 67  |
|                         | Jan | Feb | Mär | Apr | Mai | Jun | Jul | Aug | Sep | Okt | Nov | Dez |

## Sport
Paralimni ist Heimat des zweitklassigen Fußballvereins Enosis Neon Paralimni, der seine Spiele im Stadion „Tasos Marcou“ austrägt. Der bekannteste Fußballspieler des Landes, Michalis Konstantinou, wurde in Paralimni geboren und begann hier seine Karriere.

## Bürgermeister
Paralimni hatte bisher drei Bürgermeister (Stand 2024):
- Nikos Vlittis (1986–2006)
- Andreas Evangelou (2007–2011)
- Theodoros Pyrillis (2012–2024)

## Persönlichkeiten
- Eleni Artymata (* 1986), Sprinterin